# Eileen Barnes
Eileen Barnes (* 1876 in Dublin; † 12. März 1956 ebenda) war eine irische Künstlerin, die für ihre präzise Wiedergabe der Pflanzenwelt Irlands bekannt war.

## Leben
Eileen Barnes wurde 1876 als jüngstes Kind von Edwin Barnes und Elizabeth Barnes (geborene McKay) in Dublin geboren. Ihr Vater war ein Lebensmittel- und Weinhändler. Barnes besuchte die Rutland School for Girls in Dublin und schrieb sich anschließend 1898 und 1899 an der Dublin Metropolitan School of Art ein. Im Jahr 1899 erhielt sie offenbar die Lehrbefugnis als Kunstlehrerin. Unmittelbar nach Verlassen der School of Art arbeitete Barnes als Gouvernante im County Tipperary und unterrichtete die beiden Töchter einer Anna Maria Cooper-Chadwick.
Den größten Teil ihrer beruflichen Laufbahn verbrachte sie in der Abteilung für Naturgeschichte und Antike des Irischen Nationalmuseums, wo sie dem Naturforscher Robert Lloyd Praeger und der Botanikerin Matilda Cullen Knowles half und Modelle für die Exponate des Museums anfertigte. Ihre Zusammenarbeit mit dem Naturhistorischen Museum in Dublin scheint 1907 begonnen zu haben, als sie Modelle der Eier eines Schnabeltiers spendete. Ab 1909 scheint sie im Museum zu arbeiten, Ausstellungsvitrinen einzurichten, Modelle natürlicher Lebensräume und Wachsmodelle zu konstruieren. Man geht davon aus, dass viele dieser Modelle, wie das Felsbecken und die Säugetierausstellung, die noch heute im Erdgeschoss des Museums zu sehen sind, von ihr stammen. Ihre formale Position innerhalb des Museums ist unklar, manchmal wird sie als Mitarbeiterin oder „Museumskünstlerin“ bezeichnet.

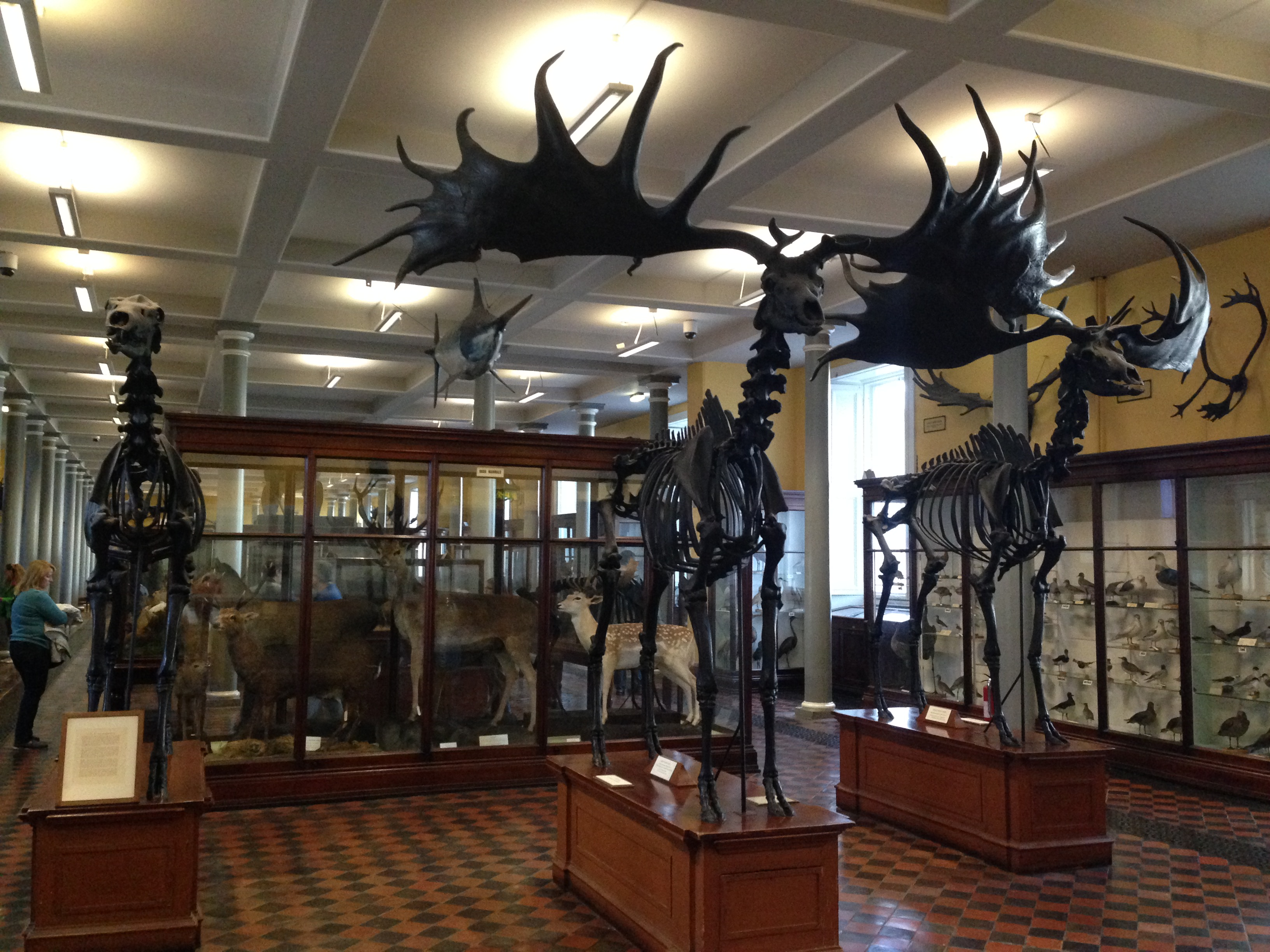
Modell des Irischen Elchs im Naturhistorischen Museum, Dublin

Barnes illustrierte für Annie Massy Kopffüßer, wie sie von der Terra-Nova-Expedition gesammelt wurden. Eine ähnliche Arbeit übernahm sie für die Schwamm-Expertin Jane Stephens, für die sie eine Reihe von Publikationen illustrierte. Sie illustrierte auch die Foraminiferen, die während des New Survey of Clare Island (NSCI) der Royal Irish Academy  gesammelt wurden. Ihre Arbeit wurde von Praeger hoch geschätzt, der sogar so weit ging, eine seiner Pflanzen nach ihr zu benennen (Sedum barnesianum). Barnes’ Arbeiten wurden in zahlreichen Büchern und Monografien veröffentlicht und werden auch heute noch hoch geschätzt, insbesondere ihre Sedum und Sempervivum. Sie arbeitete mit Robert Francis Scharff zusammen, um Exemplare des Irischen Elchs zu rekonstruieren und zu illustrieren. Barnes führte auch einige kartografische Arbeiten für den Geological Survey of Ireland durch und restaurierte archäologische Artefakte der Royal Irish Academy. Sie assistierte auch Mary Eily de Putron, als diese im Museum arbeitete.
Barnes war ab 1913 Mitglied des Dublin Naturalists’ Field Club. Es wird vermutet, dass sie Flechten sammelte, von denen sich ein Exemplar im Herbarium des National Botanic Gardens of Ireland befindet.
Barnes zog sich irgendwann nach März 1947 von ihrer Arbeit für das Museum zurück, restaurierte jedoch bis in die 1950er Jahre hinein weiterhin Artefakte im Auftrag des Museums. Sie lebte mit ihrer Mutter und ihren Geschwistern bis zu deren Tod zusammen. Keines ihrer fünf Geschwister, die das Erwachsenenalter erreichten, heiratete, so dass Barnes bei ihrem Tod im Jahr 1956 keine enge Familie hatte. Weder ihre Geburt noch ihr Tod wurden offiziell registriert, und ihr Sterbedatum blieb bis 2015 undokumentiert. Sie wurde am 13. Februar 1956 in das Sir Patrick Dun’s Hospital eingeliefert, wo sie am 27. Februar wegen „ausgedehnter Verbrennungen“ operiert wurde. Sie starb am 12. März und wurde am 14. März 1956 neben ihren Geschwistern Herbert und Edith beigesetzt.